# Trinidad a Tobago na Letních olympijských hrách 2012
Trinidad a Tobago na Letních olympijských hrách 2012 v Londýně reprezentovalo 30 sportovců ve 6 sportech, z toho 21 mužů a 9 žen.

## Medailisté
| Medaile | Jméno                                                         | Sport    | Disciplína             |
| ------- | ------------------------------------------------------------- | -------- | ---------------------- |
| Zlato   | Keshorn Walcott                                               | Atletika | Muži hod oštěpem       |
| Stříbro | Keston Bledman Marc Burns Emmanuel Callender Richard Thompson | Atletika | Muži štafeta 4 × 100 m |
| Bronz   | Lalonde Gordon                                                | Atletika | Muži 400 m             |
| Bronz   | Lalonde Gordon Jarrin Solomon Ade Alleyne-Forte Deon Lendore  | Atletika | Muži štafeta 4 × 400 m |